# 다이라노 시게모리

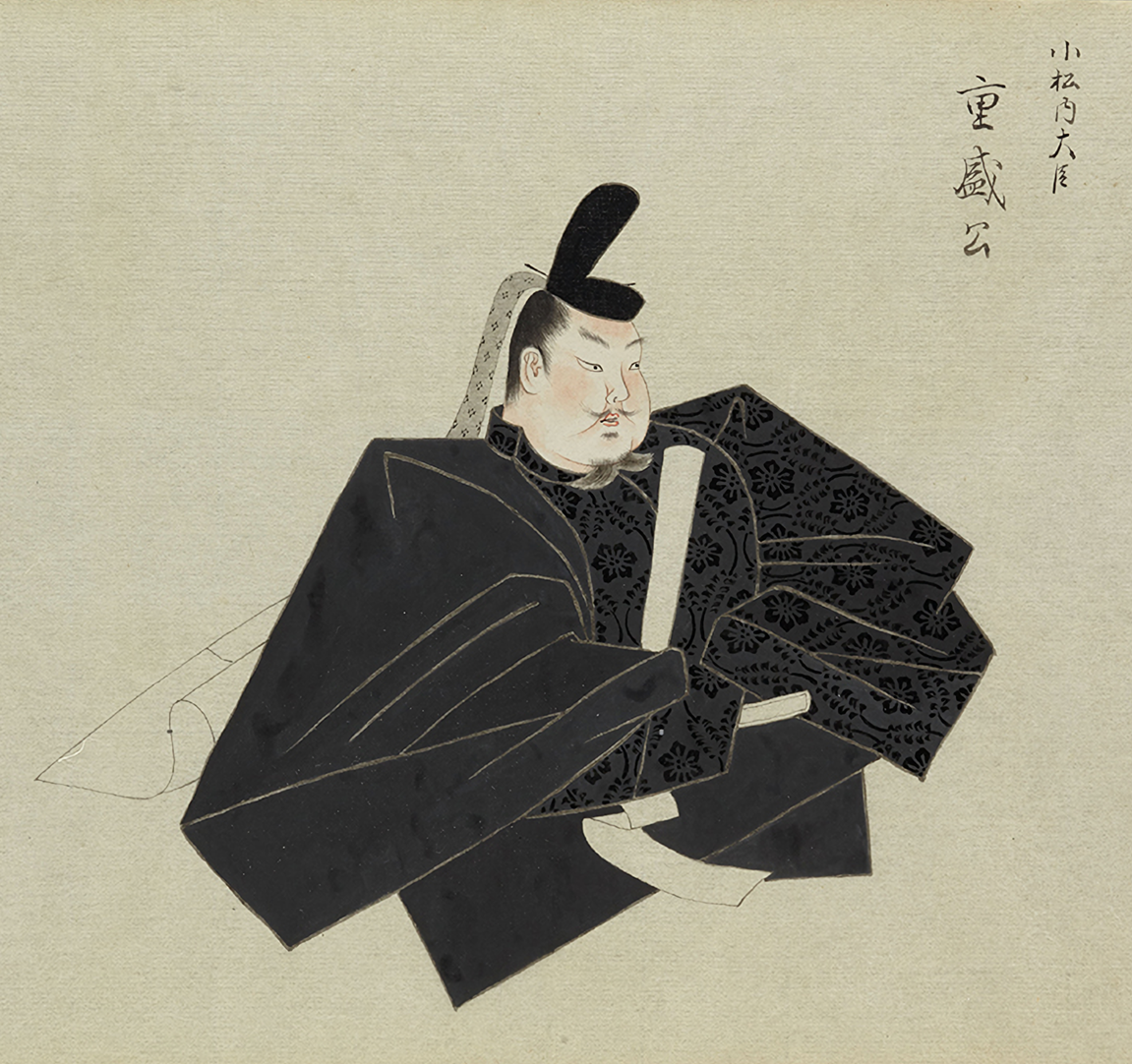
다이라노 시게모리

다이라노 시게모리(일본어: 平重盛 타이라노 시게모리[*], 1138년 ~ 1179년 9월 2일)는 헤이안 시대 말기의 무장, 공경이다. 다이라노 기요모리의 적남. 로쿠하라(六波羅) 고마쓰다이(小松第)에 거처를 두었으므로 고마쓰도노(小松殿), 또는 고마쓰나이다이진(小松內大臣), 또는 그 저택에 48개의 등롱을 세워둔 것에서 따온 도로다이진(灯籠大臣) 등으로 불렸다.
호겐(保元)의 난과 헤이지(平治)의 난에서 아버지 기요모리를 도와 잇달아 전공을 올렸고, 기요모리의 입신과 더불어 승진, 사코노에다이쇼(左近衛大將)에 정2위 나이다이진(內大臣)의 자리에까지 올랐다. 기요모리의 맏아들이었지만 기요모리의 후처 도키코(時子)의 자식인 무네모리(宗盛)나 도쿠코(德子)와는 달리 유력한 외척의 비호가 없었고, 아내 쓰네코(經子)의 오빠이자 그의 처남인 후지와라노 나리치카(藤原成親)가 다이라노 기요모리를 견제하려다 실각당한 뒤에는 일문 안에서 고립되는 분위기였다. 정치적으로는 헤이시(平氏) 일문 중에서는 고시라카와(後白河) 법황(法皇)과 가장 가까운 입장이었다. 기요모리의 후계자로서 기대를 받으면서도, 기요모리와 법황의 대립에서는 어떻다 할 대책을 내놓지 못한 채 아버지보다 먼저 병사했다.

## 생애

### 호겐의 난, 헤이지의 난
호엔(保延) 4년(1138년), 기요모리의 맏아들로 어머니는 우콘노쇼칸(右近將監) 다카시나노 모토아키(高階基章)의 딸. 규안(久安) 6년(1150년) 12월에 도바 법황(鳥羽法皇)의 쿠란도(蔵人)로 임명되었다. 다음해 정월에 종5위하가 되었다.
호겐(保元) 원년(1156년)의 호겐의 난에 아버지 기요모리를 따라 참전했다. 《효한키》(兵範記)에는 「나카쓰카사쇼(中務少輔) 시게모리」로 기록되어 있다. 상황측의 무사로서 당시 '강궁'(强弓)이라 불리던 미나모토노 다메토모(源爲朝)와의 전투에서 큰 피해를 입고, 형세가 불리하다고 판단한 기요모리가 퇴각을 지시했을 때, 시게모리는 아버지가 말리는 것도 듣지 않고 다메토모와 싸우기 위해 출진하려고 하는 등 혈기왕성한 모습을 보였다. 호겐의 난은 기요모리가 속한 천황 측의 승리로 끝났고, 호겐 2년(1157년) 정월, 시게모리는 그 공적으로 종5위상으로 승진했다. 그리고 같은 해 10월 22일에는 대내리(大內裏, 대궐)의 인수전(仁壽殿)을 조영하는데 공을 세운 아버지 기요모리를 대신해 정5위하가 되었다. 그의 나이 19세 때의 일이었다. 호겐 3년(1158년) 8월, 기요모리의 부임지는 아키(安芸)]에서 도토미(遠江)로 옮겨졌는데, 기요모리 자신이 이미 다자이노다이니(大宰大貳)을 맡고 있었던 관계로 대신 시게모리가 도토미노카미(遠江守)를 맡게 되었다.
헤이지(平治) 원년(1159년) 12월 9일에 헤이지의 난이 발발하였을 때, 기요모리는 구마노(熊野) 참배를 위해 기이(紀伊)에 있었다. 군키모노가타리 《헤이지모노가타리》(平治物語)에서는 시게모리가 동요하는 부친 기요모리를 격려했다고 하나, 사론서 《구칸쇼》(愚管抄)에 따르면 기요모리와 함께 있던 것은 아우 모토모리(基盛, 시게모리의 친동생)와 무네모리(宗盛) 형제 그리고 15명의 무사들 뿐으로 시게모리는 동행하지 않았다고 한다. 교토에 돌아온 기요모리는 니조 천황을 로쿠하라로 탈출시키고, 난을 일으킨 후지와라노 노부요리(藤原信賴)와 미나모토노 요시토모(源義朝)를 토벌하라는 선지를 받았다. 이때 시게모리는 숙부 요리모리(賴盛)와 함께 출진하였다. 
이 전투에서 시게모리는 "연호는 헤이지(平治), 도읍은 헤이안(平安), 우리는 헤이시(平氏), 셋 다 똑같이 '헤이(平)'이니 적은 틀림없이 평정(平定)될 것이다!"라 외치며 아군의 사기를 고무시켰다고 한다. 《헤이지모노가타리》에는 시게모리가 다이리의 자신전(紫宸殿) 정원에 있는 귤나무와 벚나무 사이에서 요시토모의 맏아들 요시히라(義平)와 격전을 벌였고, 호리카와(堀河)의 싸움에서는 타고 있던 말이 화살을 맞자 그 즉시 목재더미 위에 서서 새로운 말로 갈아 타는 등 마치 사자처럼 분전했다고 읊고 있는데, 《구칸쇼》에는 요시토모는 즉시 고쇼에서 나와 로쿠하라에 이르렀다고 하므로, 실제 고쇼에서 전투가 벌어졌는지 어떤지는 확실하지 않고 다만 이야기를 위한 창작일 가능성도 제기되고 있다.
이 전투에서 후지와라노 나리치카는 노부요리에게 가담하고서도 목숨을 건졌는데, 나리치카의 동생 쓰네코가 시게모리의 아내였던 관계로 그의 탄원에 의한 것이었다고 추정된다. 난이 끝난 뒤에 시게모리는 훈공에 대한 상으로 이요노카미(伊予守)에 임명되었다. 이듬해에 곧 종4위하에 사바노카미(左馬頭)도 겸임하게 된다.

### 순조로운 승진(니조 천황 친정기)
오호(應保) 원년(1161년) 9월, 고시라카와인과 다이라노 시게코(平滋子) 사이에서 태어난 왕자 노리히토(憲仁)를 황태자로 삼으려는 음모가 발각되었다. 이 사건에서 기요모리의 처남인 다이라노 도키타다(平時忠)와 기요모리의 이복동생인 다이라노 노리모리(平敎盛), 시게모리의 외척인 후지와라노 나리치카 등이 왕명에 의해 관직에서 해임되었지만, 기요모리는 이들에 동조하지 않고 니조 천황을 지원했으므로 천황에게 확고한 신임을 받게 된다. 이에 따라 시게모리도 눈부신 승진을 거듭하여, 오호 2년(1162년) 정월에 정사위하, 10월에 우효에노카미(右兵衛督), 다음 해 정월에는 26세의 젊은 나이로 종3위에 서임되어 공경(公卿)이 되었다. 기요모리는 니조 천황의 친정을 지원하는 한편 고시라카와 법황에 대해서도 렌게오인(蓮華王院, 지금의 교토 산주산겐도三十三間堂)을 지어주는 등의 배려를 게을리하지 않았다. 기요모리는 렌게오인 조영에 대해서도 그 공을 아들 시게모리에게 돌려, 조칸(長寛) 2년(1164년) 2월, 시게모리는 정3위로 서임되었다. 그 해 9월, 기요모리는 일문의 번영을 기원하고자 일문 사람들과 함께 직접 사경한 불경 33권을 이쓰쿠시마 신사에 기부한다(헤이케노쿄平家納經).
조칸 3년(1165년) 4월에 니조 천황이 병으로 쓰러졌다. 중태에 빠진 니조 천황은 기요모리를 산기(參議)로 삼고, 6월에는 노부히토(順仁)에게 양위, 인쵸(院廳)을 개설하여 기요모리를 시쓰시벳토(執事別當)에 임명하는 등 최후까지 자신의 친정에 대한 집념을 보였지만 다음 달인 7월에 세상을 떠났다. 새로 즉위한 천황을 다이라 집안과 후지와라 셋칸케(攝関家)가 보좌하는 체제가 성립하자 시게모리는 에이만(永万) 2년(1166년) 4월에 사효에노카미(左兵衛督)가 되었다. 하지만 천황이 어렸던 탓에 몹시 불안했던 정국은 시게모리가 곤노추나곤(権中納言)・우에몬노카미(右衛門督)가 된 7월, 셋쇼(攝政)였던 고노에 모토자네(近衞基實, 후지와라노 모토자네)가 사망하면서 와해되기에 이른다.

### 기요모리의 후계자(고시라카와 상황 집권기)
헤이케가 니조 천황파에서 이탈하여 고시라카와 상황을 지지하여, 닌안 원년(1166년) 10월에 헤이케의 혈연인 노리히토 친왕이 태자로 책봉된다. 시게모리의 부인 쓰네코와 후지와라노 구니쓰나(藤原邦綱)의 딸 쓰나코가 태자의 유모로 뽑히면서 시게모리는 메노토(乳父)가 되었고, 12월에는 기요모리의 후임으로 도구다이후(東宮大夫)가 된다. 닌난(仁安) 2년(1167년) 2월에는 곤노다이나곤(権大納言)으로서 칼을 소지하고 궁중에 출입하는 것이 허락되었다. 한편 시게모리의 아버지인 기요모리는 5월 17일에 다죠다이진(太政大臣)에 취임했는데, 이보다 앞선 5월 10일에 시게모리는 도산도(東山道)·도카이도(東海道)·산요도(山陽道)·난카이도(南海道) 등지의 산과 바다에 출몰하는 도적들을 토벌하라는 선지를 받았다. 이에 따라 국가적인 군사·경찰권을 정식으로 위임받은 시게모리는 명실상부한 기요모리의 후계자로서의 지위를 확립하게 된다. 나아가 단고(丹後)·에치젠(越前)을 지쿄고쿠로 받아 경제적으로도 일문 가운데 우위를 점하고 있었다.
그러나 시게모리는 건강이 좋지 않았던 듯, 12월의 동궁의 후미하지메(讀書始)에 불참하고, 다이죠에(大乗會)의 상경(上卿)으로 내정되어 있던 것도 다른 이로 교체하는 등 건강상 문제로 인한 잦은 공식석상 불참이 기록에 보인다. 닌난 3년(1168년) 2월에 기요모리도 병 때문에 출가하자 정세가 불안해질 것을 걱정한 고시라카와인은 태자 노리히토를 즉위시켜 체제의 안정을 꾀했다. 그 뒤 시게모리는 12월에 곤노다이나곤을 사임하였다. 앞서 출가한 기요모리는 후쿠하라(福原)에 은거하고 있었으므로, 로쿠하라에는 시게모리가 남아 일문을 통솔하게 되었다.

### 가오의 강소
가오(嘉應) 원년(1169년) 12월 23일, 엔랴쿠지(延曆寺)의 승도들이 시게모리의 처남이었던 오와리(尾張)의 영주 후지와라노 나리치카의 유배를 요구하며 강소(強訴)를 벌였다(가오의 강소). 천황의 처소인 다이리를 에워싸고 한창 기세가 등등하던 승병들을 진압하기 위해 당시 게비이시벳토(検非違使別當) 도키타다는 관병을 파견하는 등 시급한 대응을 진언하였는데, 이 때 시게모리는 관병 3백 기를 이끌고 무네모리·요리모리와 함께 대기하고 있었다. 구교 회의의 논의는 신중론에 치우쳐 있었고 시게모리도 고시라카와인의 세 번에 걸친 출동명령을 거부했으므로, 할 수 없이 고시라카와인은 나리치카의 유배를 인정하였다. 그러나, 곧 반격에 들어가 나리치카를 게비이시벳토로 임명하고 도키타다는 해임되어 나리치카 대신 유배길에 오른다.
고시라카와인과 엔랴쿠지의 대립은 악화일로로 치달았고, 이러한 정황을 우려한 기요모리는 정월 14일, 시게모리를 후쿠하라로 불러 상황 보고를 받았다. 이렇듯 시게모리는 일문의 대표라고는 해도 중요한 안건에 대해서는 아버지 기요모리의 판단을 우선시하는 등 스스로의 의사에 따른 행동은 상당히 제약받고 있었다. 결국 엔랴쿠지 승도들은 나리치카의 해직에 만족하고 물러나는 것으로 상황은 진정되었다. 같은 해 4월에 시게모리는 곤노다이나곤에 복직, 나리치카도 게비이시벳토로 복직하였다.

### 섭정 전하 승합 사건
가오 2년(1170년) 7월 3일, 호쇼지 핫코(八講, 경전 강독 법회) 첫날, 섭정 마쓰도노 모토후사(松殿基房, 후지와라노 모토후사)의 시종이 참배 도중에 만난 다이라노 스케모리(平資盛)의 가마의 무례를 비난하며 굴욕을 주었다. 그 뒤, 그 가마가 시게모리의 아들 스케모리의 가마라는 것을 알게 된 모토후사는 부들부들 떨면서 즉시 시게모리에게 그 시종을 넘겨 주며 사죄하지만, 시게모리는 그것을 거절하였다. 모토후사는 보복을 두려워하여 당분간 외출을 그만두었다. 잠잠해졌다고 생각된 10월 21일, 천황의 관례 건으로 모토후사가 입궐하던 도중에 시게모리의 무사들이 모토후사의 행차를 습격해 관모를 뺏고 상투를 자르는 등의 난동을 부렸다.
이 사건 때문에 천황의 관례마저 지연되고 말았다. 무엇보다 시게모리는 천황의 메노토(乳父)였기 때문에 그러한 행위가 용납될 수 없는 상황이었다. 시게모리를 높게 평가하고 있던 승려 지엔(慈円)도 역시 이 사건에 대해서는 곤혹스러워했다. 이 사건 때문인지 12월에 시게모리는 재차 곤노다이나곤을 사임한다. 이듬해(1171년) 정월 3일 치러진 천황의 관례 의식에도 시게모리는 결석하였다. 이 의식의 진행을 맡은 것은 겐슌몬인(建春門院) 시게코의 형제 다이라노 지카무네(平親宗)와 주나곤으로 승진해 있던 시게모리의 이복형제 무네모리였다. 무네모리의 대두는 시게모리의 후계자로서의 지위를 위협하는 것이었다.

### 우코노에다이쇼, 나이다이진 취임
조안(承安) 원년(1171년) 12월, 기요모리의 딸 도쿠코가 다카쿠라 천황의 비로 입궁한 것을 계기로 시게모리는 곤노다이나곤으로 복귀했다. 복귀 후의 시게모리는 조정의 공사에 정력적으로 임했다. 조안 3년(1173년) 4월, 홋슈지도노(法住寺殿)의 가야고쇼(萱御所) 화재 때는 가장 먼저 달려가 진화 활동을 벌여 고시라카와인의 찬사를 받았다. 같은 해 겨울 일어난 난토南都) 승도들의 강소에서는 일족인 다이라노 사다요시(平貞能)를 우지(宇治)에 파견해 방비를 맡겼다. 조안 4년(1174년) 7월, 시게모리는 공석이 된 우코노에다이쇼(右近衛大將)에 임명된다. 이 임명에 대한 기요모리의 기쁨은 대단해서 21일의 하례 의식에는 구니쓰나 이하 구교 10인과 덴죠비토(殿上人) 27인이 수행하였다.
안겐(安元) 2년(1176년) 정월, 고시라카와인의 50세 축하연에는 시게모리도 헤이케 일문의 필두로서 출석, 헤이케와 고시라카와인의 밀월 관계를 드러냈다. 5월에 시게모리는 다시 해적 토벌의 교지를 받는다. 그러나 7월에 겐슌몬인의 사망으로 헤이케와 고시라카와인의 대립이 점점 표면에 드러나기 시작한다. 이듬해 정월 시게모리는 사코노에다이쇼, 무네모리는 우코노에다이쇼에 임명되면서, 양 다이쇼(大將)직을 헤이시가 독점하게 되었다. 3월에는 후지와라노 모로나가(藤原師長)가 태정대신이 되면서 공석이 된 나이다이진(內大臣)에 시게모리가 임명되었다. 고시라카와인도 기요모리가 있는 후쿠하라를 방문하는 등, 표면적으로는 별일 없이 평온한 시절을 보내고 있었다.

### 안겐의 강소와 시시가타니 사건
그러나 4월이 되자 엔랴쿠지에서는 가가노카미 후지와라노 모로타카의 유배를 요구하며 강소를 일으킨다. 발단은 엔랴쿠지 관할하에 있던 절과 모로타카의 현지 대리인 사이의 분쟁으로, 이것이 중앙까지 파급되어 고시라카와인의 정권과 엔랴쿠지의 정면충돌로 비화된다. 이 때, 관병을 이끈 시게모리는 간인다이리(閑院內裏)를 경호하며 승도들과 대치했지만, 가신이 쏜 화살이 신위를 모신 가마에 맞는 불상사를 일으켰다. 다카쿠라 천황은 홋슈지도노로 피난하고 고시라카와인은 승도들을 실력으로 해산시키려 했다. 그러나 자칫 교토가 전장이 될 가능성이 있다며 반대하는 목소리가 컸고 출동한 헤이케도 엔랴쿠지와의 충돌에 극히 소극적인 태도를 취했기에 결국 이를 단념하고, 승도의 요구를 받아들여 모로타카를 유배하고 신위를 모신 가마를 쏜 시게모리의 가신을 투옥하였다.
그 뒤 「타로쇼보」(太郎燒亡)라고 불리는 대화재로 다이리의 정전인 다이교쿠덴(太極殿)과 간파쿠(關白) 이하 구교 13명의 저택이 소실되었다. 여기에는 시게모리의 저택도 포함되어 있었다. 5월, 고시라카와인은 엔랴쿠지에 보복을 결의하여, 엔랴쿠지의 주지 메이운(明雲)을 해임하고 영지를 몰수하여 이즈(伊豆)로의 유배를 명하였다. 시게모리 등은 "기요모리의 지시 없이는 움직일 수 없다"고 회답했고, 이야기가 통하지 않을 것이라고 생각한 법황은 기요모리를 후쿠하라에서 불러냈다. 기요모리도 출병에는 소극적이었지만 법황의 강경한 자세에 어쩔 수 없이 출병을 승낙하였다.
6월 1일, 다다 유키쓰나(多田行綱)가 헤이시 타도의 음모를 밀고하면서 상황은 급변한다. 이 사건에는 시게모리의 처형 나리치카도 관여하고 있어, 시게모리는 붙잡혀 온 나리치카에게 "목숨만은 구해드리겠습니다"라며 격려하였다고 한다. 기요모리는 격노하여 나리치카는 빗추에 유배하고 관계자도 일망타진되었다. 일본 역사에서는 이를 시시가타니 음모 사건(鹿ケ谷の陰謀)이라고 한다. 시게모리는 사코노에다이쇼를 사임하는 것으로 기요모리에 대한 항의 자세를 보이면서, 유배된 나리치카에게 몰래 옷을 보내는 등 필사적으로 노력했지만, 7월에 나리치카는 살해당한다.
시게모리는 나리치카의 딸을 적자 고레모리(維盛)의 처로 맞이하는 등 나리치카와는 친밀한 관계를 유지했는데, 시게모리는 그를 고시라카와인에 대한 교섭 창구 내지 중개역으로 중시하여 법황에게 헤이케의 요구 사항을 전하고 교섭하는 역할을 기대하고 있었다. 그 나리치카가 헤이케 타도의 주모자였다는 것은 시게모리에게는 정치적으로 큰 타격이었으며, 일문 내에서 지위도 실추되었다.

### 종언
이 사건을 계기로 시게모리는 무기력해져서, 정치의 표면에는 거의 모습을 드러내지 않게 되었다. 지쇼(治承) 2년(1178년) 2월에는 나이다이진 사임의 뜻을 밝히나, 중전 도쿠코가 회임하였기 때문에 중전의 오빠인 시게모리의 사임은 받아들여지지 않았다. 도쿠코는 11월에 아들을 낳았고, 도쿠코 소생의 이 왕자는 다음 달에는 도키히토 친왕으로서 태자에 책봉되었다.
지쇼 3년(1179년) 2월, 시게모리는 태자의 백일 잔치에 출석하지만, 그 이후 병으로 집에 틀어박히게 된다. 3월에는 구마노 신사를 참배하여 “일문을 위해 아버님의 악심을 가라앉히시든지 아니면 내가 아버님보다 먼저 죽어서 끝내 일문이 망하는 모습을 내 눈으로 보지 않게 해 달라”고 후세의 일을 빌었다고 한다. 이윽고 병세가 악화되었기 때문에, 5월 25일 출가한다. 법명은 조렌(浄蓮). 6월 21일에는 고시라카와 법황이 로쿠조하라의 고마쓰도노를 방문하여 시게모리를 문병하였다. 이 즈음 기요모리의 딸 모리코가 사망하였으나, 법황은 모리코의 상속 재산인 셋켄케 영지를 자신의 관리하에 두고 헤이시에 대한 압력의 강도를 높여나갔다. 7월 29일, 시게모리는 42세로 사망한다. 사인에 대해서는 위궤양, 등에 생긴 종양, 각기병 등의 설이 있다. 10월, 닌안 원년(1166년) 이래의 시게모리의 지쿄고쿠였던 에치젠이 고시라카와인에 의해 몰수되었다. 다음해, 기요모리와 고시라카와인의 관계는 완전히 파탄, 지쇼 3년의 정변에 의해 고시라카와인 정권은 막을 내린다.

## 평가
시게모리에 대한 동시대인의 평가는「무용이 뛰어나면서도 마음 씀씀이가 굉장히 온화하다」라는 등의 호의적인 것이 많다. 뛰어난 무인인 동시에 온화하고 배려심 깊은 인물이었다(단, 구조 가네자네九條兼實는 시게모리를 싫어하여, 일기에 시게모리에 대한 비난을 적고 있다). 나카야마 다다치카(中山忠親)가 보낸 문병 사자에 대해서도 "여러 해 동안 품어왔던 것이 막힘없이 이루어지니 기쁘기 한량없습니다"는 답례의 말을 보냈다. 그 온후하고 성실한 인품으로 고시라카와 천황의 신임이 두터워, 《헤이케 모노가타리(平家物語)》에서도 헤이시 일문의 상식인 같은 존재로 묘사되고 있는 것도, 그 인품이 후세에 전해졌기 때문이라고 여겨진다.
그러나 기요모리와 고시라카와 법황 사이에 있던 시게모리는 헤이시의 동량이라고는 하지만 전권을 장악하지 못하였다. 스스로의 의사를 묻어 두고 조정역이 될 수 밖에 없었던 입장이 그의 온후한 성격을 형성했다고 여겨진다. 즉, 그의 성격은 선천적인 것이 아니라 노력과 자기 억제에 의한 후천적인 것이라고 생각된다. 호겐·헤이지의 난에서의 용맹한 모습은 감춰두고 있으나, 전하승합사건을 보면 격한 감정을 마음 속 깊이 숨겨두고 있었던 것으로 보인다. 시게모리가 남겼다는 "충을 택하자니 효에 어긋나고, 효를 택하자니 충에 어긋나는구나."라는 말도 사실 여부는 불투명하지만 《구칸쇼》에서도 시게모리가 "어서 빨리 죽고 싶구나"라는 삶의 희망을 버린 말을 남기고 있는 등 아버지 기요모리와 고시라카와 법황의 대립 속에서 무력한 상황을 생각하면 불가능한 이야기는 아니다. 더욱이 시게모리는 어머니의 신분이 낮았던 탓에 그를 지원해줄 유력한 친족도 없었던 점, 친형제인 모토모리가 요절한 점도 시게모리의 고립감을 심화시킨 것으로 보인다. 이복 형제인 도쿠코가 다카쿠라 천황의 중궁으로 들어갔다고는 하나, 실제로 외척으로 중요시된 것은 도쿠코의 동복 형제인 무네모리·도모모리(知盛)·시게히라(重衡) 등이었기에, 헤이시의 동량이라는 지위조차도 안전하지 않은 것이었다(이것은 시게모리 사후 시게모리의 아들 고레모리가 아니라 무네모리가 헤이시의 동량이 된 것에서도 알 수 있다).
시게모리의 죽음은 기요모리와 고시라카와 법황의 대립을 억제하고 있던 최후의 보루가 사라진 것을 의미하여, 양자의 동맹관계는 완전히 붕괴하게 되었다.